# Liste des statues de Pori
La Liste des statues et monuments mémoriaux de Pori comprend tous les ouvrages situés dans les rues, les places et les parcs de Pori en Finlande.

## Œuvres
| Statues                       | Lieu                              | Auteur                                      | Année                 | Image | Ref.   |
| ----------------------------- | --------------------------------- | ------------------------------------------- | --------------------- | ----- | ------ |
| Aalto                         | Hôpital de Pori                   | Eero Hiironen                               | 1980                  |       | [ 1 ]  |
| Ajan liekki                   | Centre de soins de Pihlava        | Onni Kerola                                 | 2002                  |       | [ 2 ]  |
| Akseli Gallen-Kallelan patsas | Parc Pohjoispuisto                | Heikki Nieminen                             | 1965                  |       | [ 2 ]  |
| Mémorial d'Eetu Salin         | Parc Itäpuisto                    | Aimo Tukiainen                              | 1955                  |       | [ 2 ]  |
| Hopeahäät                     | Maison de santé de Päärnäinen     | Heikki Konttinen                            | 1976                  |       | [ 2 ]  |
| Hj. Nortamon patsas           | Théâtre de Pori                   | Yrjö Liipola                                | 1938/1946             |       | [ 2 ]  |
| Istuva poika                  | Cours de la maison des 400 ans    | Kauko Räike                                 | 1959                  |       | [ 2 ]  |
| Itkevä tyttö                  | Lycée de filles de Pori           | Emil Cedercreutz                            | 1928/2006             |       | [ 2 ]  |
| Juhana-herttuan patsas        | Hallituskatu 9                    | Sofia Saari                                 | 2008                  |       | [ 3 ]  |
| Kasvu                         | Maison des anciens d'Uusikoivisto | Terho Sakki                                 | 1974                  |       | [ 2 ]  |
| Keihäänheittäjä               | Stage de Pori                     | Kalervo Kallio                              | 1966                  |       | [ 2 ]  |
| Kompositio                    | Bibliothèque de Pori              | Eero Hiironen                               | 1976                  |       | [ 2 ]  |
| Kurki                         | Maison des anciens de Liinaharja  | Armas Hutri                                 | 1969                  |       | [ 2 ]  |
| Kölvattnet (Vanavesi)         | Mikaelsgården                     | Pertti Mäkinen                              | 2009                  |       | [ 4 ]  |
| Lempi                         | Musée Rosenlew                    | Étudiants de l'École supérieure Aalto d'art | 2008                  |       | [ 5 ]  |
| Lokki                         | Musée d'art de Pori               | Harry Kivijärvi                             | 1987                  |       | [ 2 ]  |
| Maire                         | Place Eetu                        | Kerttu Horila                               | 2010                  |       | [ 6 ]  |
| Meren kivet                   | Cimetière de Reposaari            | Olavi Vaahtera Toivo Henriksson             |                       |       | [ 7 ]  |
| Polyfonia                     | Eteläranta                        | Eila Hiltunen                               | 1987                  |       | [ 2 ]  |
| Porin portti                  | Parc Eteläpuisto                  | Per Kirkeby                                 | 1993                  |       | [ 2 ]  |
| Päivänkierto                  | Centre hospitalier du Satakunta   | Ars Sata                                    | 1990                  |       | [ 2 ]  |
| Toiture de la Mairie          | Ancienne mairie de Pori           |                                             | 1891                  |       | [ 8 ]  |
| Buste de Risto Ryti           | Croisement des parcs              | Sofia Saari                                 | 2009                  |       | [ 9 ]  |
| Rumpalipatsas                 | Parc Itäpuisto                    | Kauko Räike                                 | 1961                  |       | [ 2 ]  |
| Satakunnan karhu              | Parc de l' ancienne mairie        | Emil Cedercreutz                            | 1938                  |       | [ 2 ]  |
| Buste de Selim Palmgren       | Parc de l' ancienne mairie        | Lauri Leppänen                              | 1955                  |       | [ 2 ]  |
| Sukkula                       | Pohjoisranta                      | Kain Tapper                                 | 1958                  |       | [ 2 ]  |
| Taiteen tammi                 | Place centrale de Pori            | Terho Sakki                                 | 1968                  |       | [ 2 ]  |
| Toriparlamentti               | Place du marché de Pori           | Pertti Mäkinen                              | 2008                  |       | [ 10 ] |
| Tyttö, lintu ja kala          | Cimetière de Käppärä              | Aimo Tukiainen                              | 1954                  |       | [ 2 ]  |
| Statue de pauvre homme        | Église de Noormarkku              | Pauli Österlund                             | 1950-luku             |       | [ 11 ] |
| Vetovoima                     | Kirjurinluoto                     | Groupe Ynnä+                                | 1999 détruite en 2014 |       | ,      |
| Äestäjä                       | École Cygnaeus de Pori            | Emil Cedercreutz                            | 1920                  |       | [ 2 ]  |